# Knihovnický institut Národní knihovny České republiky
Knihovnický institut Národní knihovny ČR (KI) je součástí Národní knihovny České republiky. Na základě pověření Ministerstva kultury koordinuje programy a iniciativy na podporu veřejných knihovnických a informačních služeb (VKIS), oborově zajišťuje poradenské a odborné konzultační služby, pořádá vzdělávací semináře pro zaměstnance Národní knihovny a pracovníky dalších knihoven.

## Funkce
Knihovnický institut pečuje o organizační zajištění a fungování veřejných knihovnických a informačních služeb v České republice, navrhuje a vytváří příslušné koncepce, metodiky, normy a legislativu. Ve smyslu platných právních předpisů zastupuje knihovny při jednání s kolektivními správci autorských práv ve věci úhrady odměn za užití autorských děl. Dále spolupracuje se zahraničními výzkumnými, knihovnickými a informačně-vědnými organizacemi a poskytuje komplexní informační a knihovnické služby v oborech knihovnictví a informační věda.

## Struktura

### Studijní a informační oddělení
Studijní a informační oddělení (včetně Knihovny knihovnické literatury) informačně zabezpečuje obory knihovnictví a informační věda. Vytváří a zpřístupňuje klasické i elektronické fondy Knihovny knihovnické literatury i bibliografické, referenční a terminologické báze dat z oboru (např. Databáze knihovnické literatury, oborová brána Knihovnictví a informační věda). Oddělení dále zabezpečuje přístup k zahraničním elektronickým zdrojům z oblasti knihovnictví a informační vědy – LISA (Library and Information Science Abstracts), LISTA (Library and Information Science & Technology Abstracts with Full Text), CASC (Computers & Applied Sciences Complete), Library Literature & Info Sciences Fulltext (jako součást databáze OMNIS), Emerald, EBSCO A to Z. Studijní a informační oddělení rovněž poskytuje knihovnické, bibliografické, dokumentační, rešeršní, studijně rozborové a referenční služby z oboru. 
Zpracovává a zveřejňuje odborné studie, bibliografické přehledy, překlady a abstrakty k aktuálním otázkám českého i světového knihovnictví. Shromažďuje a zpřístupňuje informace o mezinárodních knihovnických asociacích, programech a iniciativách. Zajišťuje zpracování a průběžnou aktualizaci informačního portálu Informace pro knihovny (IPK). Provozuje oborovou bránu Knihovnictví a informační věda (KIV), která je součástí Jednotné informační brány. Zajišťuje vydávání oborového časopisu Knihovna: knihovnická revue a Knihovna Plus. Spolupracuje na aktuálních, časově vymezených úkolech výzkumného a průzkumového charakteru.

### Oddělení vzdělávání
Organizuje mimoškolní knihovnické vzdělávání pro pracovníky knihoven v ČR a pro pracovníky NK ČR. Zpracovává koncepce, programy a osnovy tohoto vzdělávání. Poskytuje konzultační a metodickou pomoc v oborovém vzdělávání. Zajišťuje odborné stáže v Národní knihovně a oborově specializované exkurze. Spolupracuje s domácími i zahraničními oborovými vzdělávacími institucemi. Podílí se na organizaci a obsahovém zajištění odborných a společenských akcí pořádaných Národní knihovnou.

### Referát pro analýzu a koordinaci VKIS
Zpracovává koncepční, metodické, normativní a legislativní materiály pro organizační výstavbu a funkční rozvoj systému knihoven v České republice. Provádí průzkumy zaměřené na problematiku četby, knihoven a jejich postavení ve společnosti. Monitoruje plnění standardů a vytváří nástroje pro měření výkonu a činnosti knihoven. Shromažďuje údaje o veřejných a dalších knihovnách v ČR, podílí se na zpracování Adresáře knihoven a informačních institucí ČR (ADR). Poskytuje knihovnám, informačním pracovištím i jejich zřizovatelům poradenské, konzultační a expertní služby. Zabezpečuje celostátní koordinaci regionálních funkcí a vyhodnocuje jejich plnění. Koordinuje a organizačně zabezpečuje program Veřejné informační služby knihoven (VISK). Zastupuje knihovny při jednáních s kolektivními správci autorských práv ve věci úhrady odměn za užití autorských děl.